# 15 janvier 1960
Le vendredi 15 janvier 1960 est le 15e jour de l'année 1960.

## Naissances
- Aaron Jay Kernis, compositeur américain
- Anne Bédard, actrice canadienne
- Celso Pucci (mort le 16 mars 2002), musicien et journaliste brésilien
- Ku Chin-shui (mort le 25 mai 2016), athlète taïwanais
- Henry Hassid, pilote automobile français
- Isabelle de Muyser, journaliste luxembourgeoise
- Jeffrey Wooldridge, économètre américain
- Kelly Asbury, réalisateur américain
- Michael Wilson, coureur cycliste australien
- Michel Dantin, homme politique français
- Michelle Martin, tortionnaire belge, ancienne institutrice, ex-épouse et complice de Marc Dutroux
- Mil Mougenot, chanteur français
- Mohamed Timoumi, footballeur marocain
- Natik Hashim (mort le 26 septembre 2004), joueur de football international irakien
- Shuji Ujino, athlète japonais